# Sylvie Jacob
Sylvie Jacob (25 agosto 1978) è un'attrice e doppiatrice francese.

## Biografia
Jacob ha iniziato la sua carriera di attrice nel 1984 all'età di sei anni nel ruolo di una ragazza paralizzata nel film televisivo La Digue diretto da Jeanne Labrune.
A partire da Star Wars: Episodio I - La minaccia fantasma nel 1999, è la doppiatrice ricorrente in lingua francese di Natalie Portman. Tra gli altri ruoli come doppiatrice ha prestato la voce al personaggio della dottoressa Melinda Warner, interpretato da Tamara Tunie, in 226 episodi di Law & Order - Unità vittime speciali, al personaggio di Lucy Camden, interpretato da Beverley Mitchell, in 242 episodi di Settimo cielo, e al personaggio di Laurel Castillo, interpretato da Karla Souza, in 78 in episodi di Le regole del delitto perfetto.
È sorella di Emmanuel Curtil, anch' egli doppiatore.

## Filmografia

### Cinema
- Un uomo, una donna oggi (Un homme et une femme : 20 ans déjà), regia di Claude Lelouch (1986)
- Embrasse-moi, regia di Michèle Rosier (1989)
- Un père et passe, regia di Sébastien Grall (1989)
- Courts mais Gay: Tome 4, regia collettiva (2002) - (segmento "La famille selon Mathieu")
- La Famille selon Mathieu, regia di Laurence Charpentier - cortometraggio (2002)
- Louise, regia di Vanya Chokrollahi - cortometraggio (2019)

### Televisione
- La Digue, regia di Jeanne Labrune - film TV (1984)
- Les Amours des années 50 - serie TV, 1 episodio (1984)
- Tourbillons - miniserie TV (1984)
- Sentiments - serie TV, 1 episodio (1990)
- Les Enfants de la plage, regia di Williams Crépin - film TV (1991)
- Divisé par deux, regia di James Thor - film TV (1993)
- L'Instit - serie TV, episodio 3x1-3x2 (1994-1995)

## Doppiaggio

### Film
- Natalie Portman in Star Wars: Episodio I - La minaccia fantasma, La mia adorabile nemica, Star Wars: Episodio II - L'attacco dei cloni, Closer, La mia vita a Garden State, Star Wars: Episodio III - La vendetta dei Sith, Free Zone, V per Vendetta, Mr. Magorium e la bottega delle meraviglie, Hotel Chevalier, Il treno per il Darjeeling, L'amore e altri luoghi impossibili, New York, I Love You, Hesher è stato qui, Il cigno nero, Thor, Amici, amanti e..., Thor: The Dark World, Jane Got a Gun, Knight of Cups, Una storia di amore e di tenebra, Song to Song, Annientamento, La mia vita con John F. Donovan, Vox Lux, Avengers: Endgame, Lucy in the Sky, Thor: Love and Thunder

### Telefilm e serie tv
- Sarah Barrable-Tishauer in Degrassi: The Next Generation
- Zoe McLellan in JAG - Avvocati in divisa, NCIS: New Orleans e NCIS - Unità anticrimine
- Beverley Mitchell in Settimo cielo e La vita segreta di una teenager americana
- Karla Souza in Le regole del delitto perfetto e El Presidente
- Tamara Tunie in Law & Order - Unità vittime speciali e Black Earth Rising
- Moglie di Kang Won-seok in Kiseiju - La zona grigia